# Super Bowl II
A második AFL-NFL World Championship Game-t, későbbi nevén a Super Bowl II-t a két rivális amerikai futball liga (AFL, NFL) győztesei között játszották a Miami Orange Bowl stadionban, Miamiben 1968. január 14-én. A Green Bay Packers nyerte a mérkőzést az Oakland Raiders ellen és ezzel megvédte címét.

## A döntő résztvevői
A mérkőzés egyik résztvevője az 1967-es NFL-szezon győztese, a Green Bay Packers volt. Az NFL alapszakaszában 9–4–1-es teljesítménnyel végzett. Az NFL konferencia-döntőjében a Los Angeles Rams-t verte, az NFL döntőjében pedig a Dallas Cowboyst. A másik résztvevő az 1967-es AFL-szezon győztese, az Oakland Raiders volt. A Raiders 13–1-es mutatóval zárta az AFL alapszakaszát, az AFL döntőjében 40–7 arányban győzte le a Houston Oilerst.

## A mérkőzés
A mérkőzést 33–14-re a Green Bay Packers nyerte. A legértékesebb játékos az előző Super Bowlhoz hasonlóan a Packers irányítója, Bart Starr lett.
| N | Idő   | Drive | Drive | Drive     | Csapat  | Play leírása                                                                             | Pont    | Pont    |
| N | Idő   | Play  | Yard  | Időtartam | Csapat  | Play leírása                                                                             | Packers | Raiders |
| - | ----- | ----- | ----- | --------- | ------- | ---------------------------------------------------------------------------------------- | ------- | ------- |
| 1 | 9:53  | 9     | 34    | 3:51      | Packers | Mezőnygól. Don Chandler 39 yardról.                                                      | 3       | 0       |
|   |       |       |       |           |         |                                                                                          |         |         |
| 2 | 11:52 | 16    | 84    | 8:40      | Packers | Mezőnygól. Don Chandler 20 yardról.                                                      | 6       | 0       |
| 2 | 10:50 | 1     | 62    | 0:11      | Packers | Touchdown. Boyd Dowler 62 yardos átadás Bart Starr-tól, Don Chandler jutalomrúgás.       | 13      | 0       |
| 2 | 6:15  | 9     | 78    | 4:35      | Raiders | Touchdown. Bill Miller 23 yardos átadás Daryle Lamonica-tól (George Blanda kick)         | 13      | 7       |
| 2 | 0:01  | 3     | 9     | 0:22      | Packers | Mezőnygól. Don Chandler 43 yardról.                                                      | 16      | 7       |
|   |       |       |       |           |         |                                                                                          |         |         |
| 3 | 5:54  | 11    | 82    | 4:41      | Packers | Touchdown. Donny Anderson 2 yardos futás, Don Chandler jutalomrúgás.                     | 23      | 7       |
| 3 | 0:02  | 8     | 37    | 4:47      | Packers | Mezőnygól. Don Chandler 31 yardról.                                                      | 26      | 7       |
|   |       |       |       |           |         |                                                                                          |         |         |
| 4 | 11:03 | –     | –     | –         | Packers | Touchdown. Herb Adderley 60 yardos interception visszahordás, Don Chandler jutalomrúgás. | 33      | 7       |
| 4 | 9:13  | 4     | 74    | 1:50      | Raiders | Touchdown. Bill Miller 23 yardos átadás Daryle Lamonica-tól, George Blanda jutalomrúgás. | 33      | 14      |